# James Mayer de Rothschild
James Mayer Rothschild (nato Jakob Mayer Rothschild) (Francoforte sul Meno, 15 maggio 1792 – Parigi, 15 novembre 1868) è stato un banchiere francese.
Ebbe il titolo nobiliare di barone, fu un filantropo e imprenditore ferroviario.

## Biografia
James de Rothschild era il più giovane dei cinque figli di Mayer Amschel Rothschild. Il 24 ottobre 1802 fu iniziato in Massoneria nella Emulation Lodge No. 12 di Londra, appartenente alla Gran Loggia Unita d'Inghilterra. Appena maggiorenne ebbe dal padre il compito di impiantare in Parigi una impresa bancaria per espandere anche in Francia l'impero bancario di famiglia; tra il 1811 e il 1817 aprì la Rothschild Frères. Come consigliere reale di Francia divenne presto uno dei più importanti e potenti finanzieri giocando un ruolo di primo piano nel finanziamento di imprese ferroviarie, minerarie e industriali. Estese poi il suo interesse all'importazione di tè e all'acquisto di vigneti. Il suo intuito e la sua determinazione negli affari lo resero uno degli uomini più ricchi della terra.
Nel 1822 Rothschild assieme ai suoi quattro fratelli venne insignito del titolo nobiliare di barone dall'imperatore d'Austria Francesco I. Lo stesso anno venne nominato console generale dell'Impero austriaco.

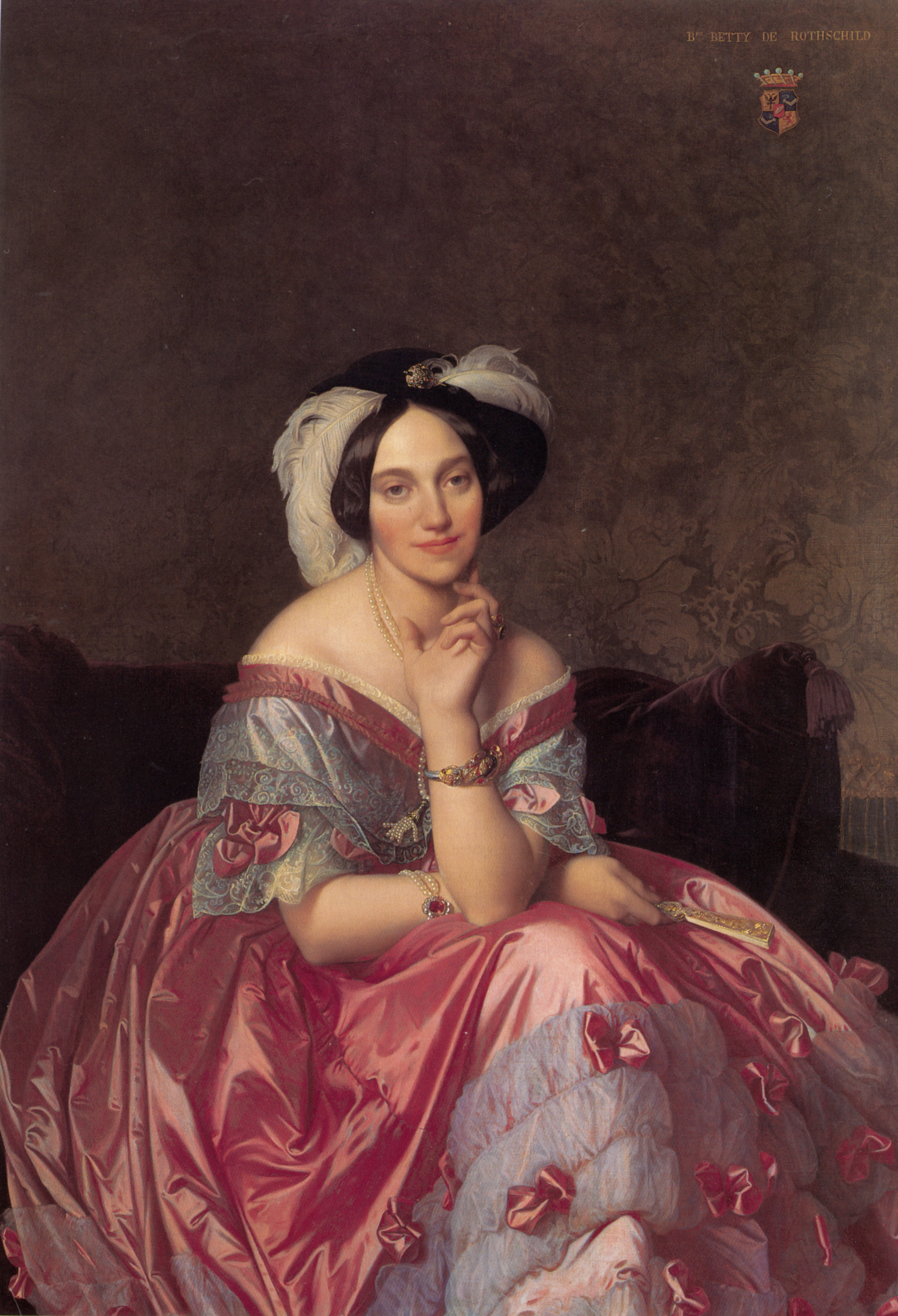
Ritratto della baronessa de Rothschild, di Jean-Auguste-Dominique Ingres, 1848.

## Matrimonio
Sposò, l'11 luglio 1824 a Francoforte sul Meno, la nipote Betty von Rothschild (1805-1886), figlia di Salomon Mayer von Rothschild. Ebbero cinque figli:
- Charlotte (1825–99)
- Mayer Alphonse (1827–1905)
- Gustave Samuel (1829–1911)
- Salomon James (1835–64)
- Edmond Benjamin (1845–1934)

Quando il re di Francia Luigi XVIII si rifiutò di ricevere a corte la moglie perché non era cristiana James decise di non fare più affari con il re. In seguito alla rivoluzione di luglio del 1830, che vide l'insediamento di Luigi Filippo a re dei Francesi, James de Rothschild finanziò in due successive riprese la stabilizzazione economica del paese; in segno di gratitudine per i suoi servigi fu nominato Grand'Ufficiale della Legion d'onore.
Nel 1817 Rothschild acquistò la residenza nella quale erano nati i figli che divenne Château Rothschild (Boulogne-Billancourt). Nel 1838 acquisì da Charles Maurice de Talleyrand la grande residenza di Parigi, al 2 di rue Saint-Florentin su Place de la Concorde che rimase fino al 1950 nelle mani della famiglia; in seguito venne acquistata dal governo degli USA come sede consolare.
Rothschild e la consorte viennese furono al centro della vita culturale e patrocinarono le maggiori personalità artistiche del tempo tra cui Gioachino Rossini, Fryderyk Chopin, Honoré de Balzac, Eugène Delacroix e Heinrich Heine. Nel 1847 Chopin in senso di riconoscenza dedicò il Valzer Op. 64, N° 2 in do minore alla loro figlia Charlotte. Nel 1848 Jean-Auguste-Dominique Ingres dipinse il ritratto della baronessa Betty de Rothschild.
Nel febbraio 1848 il re Luigi Filippo venne detronizzato e ciò creò delle difficoltà a Rothschild in quanto il concorrente Achille Fould era amico di Napoleone III.
Nel 1854 Rothschild commissionò al famoso architetto Joseph Paxton la costruzione dello Château de Ferrières a Ferrières-en-Brie a 35 km ad est di Parigi. Questa rimase la dimora del casato fino al 1975 anno in cui venne donata, da Guy de Rothschild, all'Università di Parigi.
Nel 1868 Rothschild acquistò la tenuta dello Château Lafite, una delle più grandi estese di vigneto di Francia, nella regione di Bordeaux.
Oltre agli affari economici Rothschild fece un acquisto massivo di opere d'arte, fu un filantropo e un membro attivo della comunità ebrea di Francia paese al quale diede un grandissimo contributo in tutti i campi.

## Morte
Rothschild morì nel 1868. Secondo gli scritti del nipote Nathaniel circa 4.000 persone visitarono la camera ardente mentre altre migliaia attendevano all'esterno per formare il corteo funebre. 
I figli Alphonse e Gustave presero il controllo dell'impero economico.
James de Rothschild rimase in attività tutta la vita espandendo i suoi interessi nelle ferrovie continentali al punto che alla sua morte il capitale della "Casa Rotschild" di Parigi superava quello del resto della famiglia. Secondo Niall Ferguson, nel suo libro The House of Rothschild (vol. 2): The World's Banker: 1849-1999, nel 1815 il capitale della "Casa Rothschild" parigina di James Mayer ammontava a £55.000; al 1852 era divenuto £3.541.700 e un decennio dopo la sua scomparsa la "Casa parigina" operava con un capitale di £16.914.000.